# Sistema de reparto

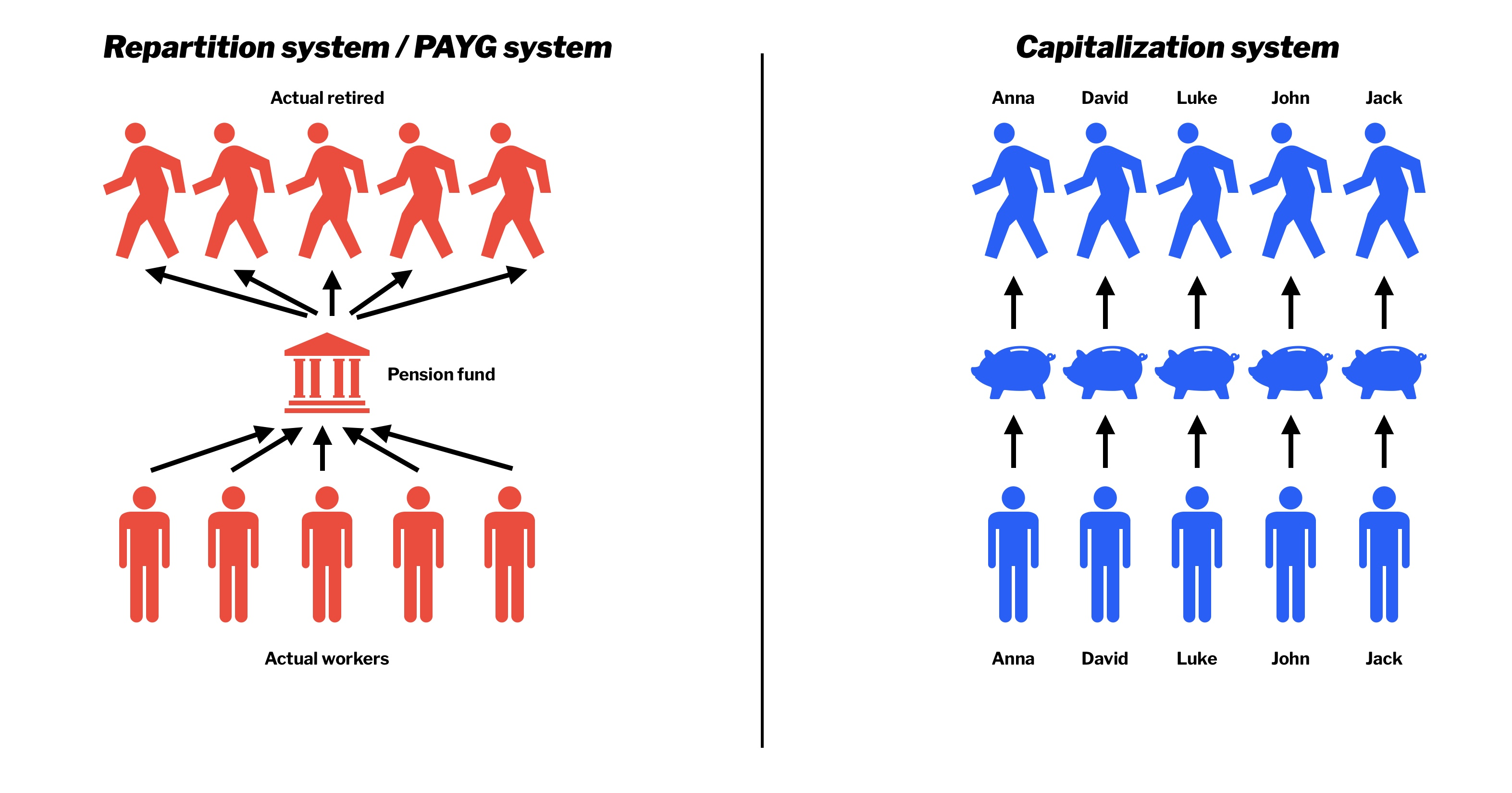

En la seguridad social, se denomina reparto a un sistema de seguro solidario para la vejez. El sistema de reparto se organiza sobre la base de un aporte obligatorio realizado por los trabajadores en actividad, con el que se forma un fondo para atender las pensiones y jubilaciones de los trabajadores retirados.
Como estrategia para prevenir la incapacidad laboral que produce la vejez, el sistema se distingue del régimen de capitalización individual, en el hecho de que mientras el primero está organizado a partir por un mecanismo de solidaridad, el sistema de capitalización está apoyado en un mecanismo de ahorro exclusivamente individual. La mayoría de los países del mundo han establecido sistemas de reparto de aporte obligatorio, a veces complementados con sistemas de capitalización voluntarios.
Por otra parte, los sistemas de reparto, que se caracteriza por tener cotizaciones obligatorias, pueden ser de aportación definida o de prestación definida. En este último  se producen cotizaciones indefinidas y beneficios definidos. Es decir, el monto de la pensión se relaciona con las características de la Caja de Previsión a la que se pertenecen y con el cumplimiento de ciertos requisitos que dan derecho a una pensión previamente definida.